# Kramgoa låtar 2001
Kramgoa låtar 2001 utkom 2001 och är ett studioalbum av det svenska dansbandet Vikingarna.  Melodin "Att älska någon så" tog sig in på Svensktoppen.

## Låtlista
1. Att älska någon så
2. En gång till, om du vill
3. Jag sänder en tanke
4. De gamla
5. Lyckan kommer, lyckan går
6. Det var sommar
7. Låt oss fånga vår dag
8. Alla våra drömmar
9. Kärlek i blåa jeans
10. Du får mig att längta hem
11. Alla dessa underbara år
12. Let Me Be There
13. Min kärlek till dej
14. Livets trädgård

## Listplaceringar
| Lista (2001) | Topplacering |
| ------------ | ------------ |
| Norge        | 4            |
| Sverige      | 2            |